# Ovipositor

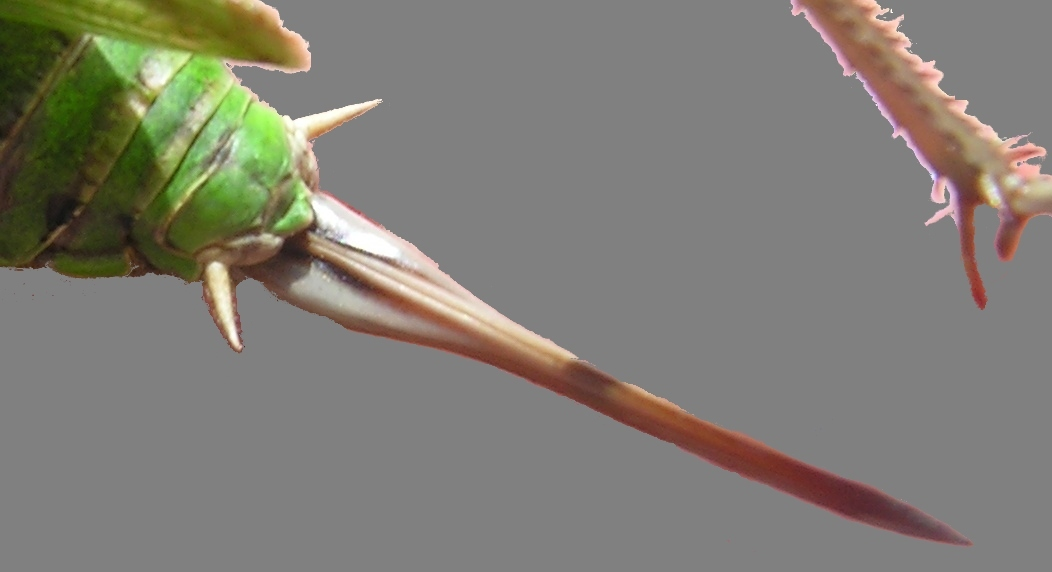
Ovipositor de um gafanhoto

O ovipositor é um órgão usado por artrópodes com vista a depositar os ovos. É constituído por um máximo de 3 pares de apêndices de maneira a transmitir o ovo, preparar um lugar para este e para depositá-lo corretamente.